# Fiacha mac Delbaith
Fiacha mac Delbaith (ir. Fiacha mac Dealbhaeith) – mityczny król Irlandii w latach 1056-1046 p.n.e. Syn Delbaetha z ludu Tuatha Dé Danann, potomka Nemeda, oraz Ernmas, córki Etharlama, syna Nuady ze Srebrną Ręką.
Według Lebor Gabála Érenn, objął tron po tym, jak jego ojciec został powalony i zabity przez Caichera mac Nama, brata Nechtana. Kroniki Czterech Mistrzów zaś podały, że on sam powalił swego ojca. Miał trzy córki z własną matką Ernmas: Banbę, Fódlę i Ériu, eponimiczne irlandzkie boginie, które były poślubione MacCuillowi, MacCechtowi oraz MacGreinemu. Fiacha panował przez dziesięć lat, kiedy został powalony i zabity w bitwie wraz ze swym bratankiem Ai mac Ollom z ręki Eogana Inbira.